# موژی گواسو
موژی گواسو (به پرتغالی: Mogi Guaçu) یک منطقهٔ مسکونی در برزیل است که در ایالت سائو پائولو واقع شده‌است. موژی گواسو ۸۱۳ کیلومتر مربع مساحت و ۱۴۷٬۲۳۳ نفر جمعیت دارد و ۵۹۱ متر بالاتر از سطح دریا واقع شده‌است.